# 나카자토역
나카자토역(일본어: 中里駅)은 일본 나가사키현 사세보시에 있는 마쓰우라 철도 니시큐슈 선의 철도역이다.

## 역 구조
섬식 1면 2선 구조의 지상역이다.

## 역세권 정보
- 국도 제204호선

## 역사
- 1920년 3월 27일: 나카사토역(中里駅)으로 영업 개시.
- 1936년 10월 1일: 국유화됨에 따라 히젠나카자토역(일본어: 肥前中里駅)으로 명칭 변경.
- 1987년 4월 1일: 민영화에 따라 규슈 여객철도의 소속이 되었다.
- 1988년 4월 1일: 마쓰우라 철도에 이관, 명칭을 나카자토역으로 변경.

## 인접 정차역
| 마쓰우라 철도 ■ 니시큐슈 선 | 마쓰우라 철도 ■ 니시큐슈 선 | 마쓰우라 철도 ■ 니시큐슈 선 |
| --------------------------- | --------------------------- | --------------------------- |
| 모토야마 이마리 방면        | 보통                        | 가이제 사세보 방면          |